# Любимівська сільська територіальна громада
Любимівська сільська територіальна громада — територіальна громада в Україні, в Дніпровському районі Дніпропетровської області. Адміністративний центр — село Любимівка.
Площа громади — 156,4 км², населення — 3743 мешканці (2018).
Утворена 25 серпня 2016 року шляхом об'єднання Любимівської сільської ради Дніпровського району та Дібровської сільської ради Синельниківського району.
17 липня 2020 року, в результаті адміністративно-територіальної реформи, громада увійшла до складу Дніпровського району.

## Населені пункти
До складу громади входять 6 сіл: Веселе, Воронівка, Діброва, Зоряне, Любимівка, Придніпрянське.